# Conservation Evidence
Conservation Evidence Journal (Untertitel: Publishes research, monitoring results and case studies on the effects of conservation interventions.) ist ein Fachjournal für angewandten Naturschutz und erscheint online in Großbritannien.
Das Journal veröffentlicht begutachtete (peer-reviewed) Artikel zu Tier- und Habitatmanagementfragen. Daneben spielen Themen wie Wiederansiedlung, Renaturierung, Invasive Arten und Bildungs- und Entwicklungsprogramme im Naturschutz eine Rolle. Ausdrücklich veröffentlicht das Journal keine Artikel zur reinen Tierökologie oder über die Bedrohung der Biodiversität, die sich auf reine Monitoringdaten stützen.
Eine Besonderheit ist, dass nur Artikel angenommen werden, die einen erfolgten (also keinen vorgeschlagenen oder modellierten) Naturschutzprozess darstellen. Die Artikel dokumentieren konkrete Naturschutzmaßnahmen mit ihren Erfolgen und Misserfolgen. Ziel ist es, Erfahrungen für gelungenen Naturschutz weiterzugeben. Die meisten Artikel bewegen sich auf einer lokalen Skala und folgen damit nicht dem Trend der globalen Betrachtungsweise von Umweltproblemen.
Conservation Evidence wurde von englischen Naturschutzbiologen William J. Sutherland ins Leben gerufen und herausgegeben. Das Journal ist eine Open-Access-Zeitschrift um Praktikern des Naturschutzes die Resultate von Forschung zur Verfügung zu stellen. In der Redaktion sind (2012): Malcolm Ausden (RSPB), Trevor J.C. Beebee (School of Life Sciences, University of Sussex), David Bullock (National Trust GB), Mike Daniels (Land & Science, John Muir Trust), James Deutsch (Wildlife Conservation Society), Lynn Dicks (Department of Zoology, University of Cambridge), Tony Whitten (Fauna and Flora International) und Richard Griffiths (Durrell Institute of Conservation and Ecology (DICE) an der University of Kent).